# 島崎村 (石川県)
島崎村（しまざきむら）は、石川県鳳至郡に存在した村である。

## 地理

### 隣接していた市町村
- 町
  - 鳳至郡穴水町
- 村
  - 鳳至郡東保村・鹿島郡西岸村

## 歴史

### 沿革
- 1889年（明治22年）4月1日 町村制の施行により、鳳至郡鵜島村、乙ヶ崎村、新崎村、志ヶ浦村、根木村、鹿島村及び曽福村を廃し、その区域をもって鳳至郡島崎村を設置する。
- 1908年（明治41年）4月1日 鳳至郡穴水町、島崎村及び東保村を廃し、その区域をもって鳳至郡穴水町を設置する。本村の7大字は穴水町に継承。